# Ruth Fuchs
Ruth Fuchs, nemška atletinja in političarka, 14. december 1946, Egeln, Saška - Anhalt, Nemčija.
Ruth Fuchs je v metu kopja nastopila na poletnih olimpijskih igrah v letih 1972 v Münchnu, 1976 v Montrealu in 1980 v Moskvi. V letih 1972 in 1976 je osvojila dva zaporedna naslova olimpijske prvakinje. Na evropskih prvenstvih je prav tako osvojila dva zaporedna naslova prvakinje v letih 1974 in 1978, leta 1971 pa je bila bronasta. Med letoma 1972 in 1980 je šestkrat postavila svetovni rekord v metu kopja, zadnjič 29. aprila 1980 z dolžino 69,96 m. Med letoma 1972 in 1980 je vseskozi držala svetovni rekord, z izjemo obdobja med septembrom 1977 in junijem 1979, ko je svoj edini rekord postavila Kathy Schmidt.
Po združitvi Nemčije je bila v letih 1990, 1992-2002 in 2004 članica nemškega parlamenta v stranki PDS.